# László-Attila Klárik
Klarik Laszlo Attila (n. 29 mai 1968

) este un senator român, ales în 2012. 